# 106 Dione
106 Dione (o 106 Dionèa) è un grande asteroide della Fascia principale. Ha probabilmente una composizione simile a quella di 1 Ceres.
Dione fu scoperto il 10 ottobre 1868 da James Craig Watson dal Detroit Observatory dell'università del Michigan (USA) ad Ann Arbor. Fu battezzato così in onore di Dione, nella  mitologia greca una titanide figlia di Urano e Gea.
Il 19 gennaio 1983 Dione ha occultato una stella poco luminosa. Dalle osservazioni effettuate si è ricavato un diametro pari a 147 chilometri, un valore molto vicino a quello acquisito tramite il satellite IRAS.
Dione è anche il nome di uno dei satelliti di Saturno.